# Corporación Venezolana de Guayana
La Corporación Venezolana de Guayana (CVG) es una empresa estatal venezolana que fue fundada el 29 de diciembre de 1960 como dependencia de la presidencia de la República, bajo el mandato del Presidente Rómulo Betancourt, siendo el primer presidente de la CVG, el general Rafael Alfonzo Ravard. Fue creada bajo el decreto N.º 430 de acuerdo con la gaceta oficial N.º 26,445 mediante el cual se dicta el Estatuto Orgánico para el desarrollo de la Región Guayana. En 2001, bajo decreto número 1.531 firmado por el presidente Hugo Chávez y publicado en Gaceta Oficial número 5.553 del 12 de noviembre de 2001 pasó a estar adscrita al Ministerio de la Secretaría de la Presidencia para luego ser adscrita al Ministerio de Industrias Básicas y Minería (MIBAM). Actualmente depende del Ministerio del Poder Popular para Industrias Básicas, Estratégicas y Socialistas.
Situada en Ciudad Guayana se ocupa de los recursos forestales, hierro, bauxita, oro, diamantes y otros minerales para el desarrollo económico del país así como el desarrollo industrial y el sector hidroeléctrico. La Corporación está integrada por 14 empresas y más de 20.000 empleados.

## Historia
A principios de la presidencia de Marcos Pérez Jiménez, en 1948,  es creada la Empresa Siderúrgica de Venezuela S.A. (SIVENSA) y se inician los primeros estudios sobre el río Caroní, con el fin de aprovechar los recursos ferrosos de la región. En 1950 comienza sus operaciones, con una capacidad de 20.000 toneladas de cabillas al año. Posteriormente, en 1953, se crea en el Ministerio de Fomento y la Oficina de Estudios Especiales de la Presidencia de la República. Tres años más tarde, comenzaron a hacer las labores para electrificar el Caroní con el inicio de la construcción de la Central Hidroeléctrica Macagua I. En 1958 se crea oficialmente el Instituto Venezolano del Hierro y el Acero, y, junto a la Comisión de Estudios para la Electrificación del Caroní, se traspasa a la Corporación Venezolana de Fomento. Poco después, sería creado el cargo de Comisionado Presidencial para la Región Guayana.
En 1960, bajo la presidencia de Rómulo Betancourt, es creada oficialmente la Corporación Venezolana de Guayana bajo el Decreto Ejecutivo N.º 430, traspasándole los patrimonios y funciones correspondientes al Instituto Venezolano del Hierro y el Acero, y a la Comisión de Estudios para la Electrificación del Caroní.
Luego se irían constituyendo las empresas que fueron conformando la corporación, como CVG Electrificaciones del Caroní (Edelca), en 1963 (hasta 2008), CVG Siderúrgica del Orinoco (SIDOR), en 1964 (privatizada en los 90 y reestatisada en 2007), CVG Aluminios del Caroní S.A. (Alcasa), 1967 y Ferrominera Orinoco (1975). Durante la década de los 70, es descubierta la mina de bauxita de Los Pijiguaos, actualmente en explotación, dando origen a CVG Venezolana del Aluminio (Venalum), en 1973, Bauxilum, en 1978, y Carbones del Orinoco C.A. (Carbonorca) productor venezolano de ánodos de carbón para la industria del aluminio, en 1987, que pasarían a formar parte de la Compañía “Aluminios de Venezuela” S.A. (CAVSA), desde 1994 hasta 2003. En 2004, bajo la administración de Francisco Rangel Gómez, la empresa Conductores de Aluminio del Caroní (Cabelum) entra a formar parte de la corporación. En 2005 es creado el Ministerio de Industrias Básicas y Minería (MIBAM), sustituido posteriormente por el Ministerio del Poder Popular para Industrias.

### El colapso del centro industrial
Después de la Crisis energética de Venezuela las industrias ubicadas en la corporación entraron en un periodo de retroceso paulatino de la producción.  Se empezó apagando las celdas de reducción electrolíticas para reducir el consumo eléctrico generando graves consecuencias a las empresas del aluminio. Lo mismo sucedió con los hornos eléctricos de Sidor y la CVG Ferrominera de manera más lenta.

### Presidentes
| Presidentes de la CVG          |                               |
|                                | Período                       |
| Rafael Alfonzo Ravard          | 1959 - 1974                   |
| Argenis Gamboa                 | 1974 - 1979                   |
| Andrés Sucre                   | 1979 - 1982                   |
| Bernardo Leal Puchi            | 1982 - 1984                   |
| Leopoldo Sucre Figarella       | 1984 - 1993                   |
| Francisco Layrisse             | 1993 - 1994                   |
| Alfredo Grúber                 | 1994                          |
| Erwin José Arrieta Valera      | 1994 - 1995                   |
| Elías Inaty                    | 1995 - 1998                   |
| Efraín Carrera Salud           | 1998 - 1999                   |
| Clemente Scotto                | 1999 - 2000                   |
| Antonio López Reyna            | 2000                          |
| Francisco Rangel Gómez         | 2000 - 2004                   |
| Rafael Sánchez Márquez         | 2004 - 2005                   |
| Víctor Álvarez                 | 2005 - 2006                   |
| Daniel Machado                 | 2006 - 2008                   |
| Rodolfo Sanz                   | 2008 - 2010                   |
| José Khan                      | 2010 - 2011                   |
| Rafael Gil Barrios             | 2011 - 2013                   |
| Carlos Alberto Osorio Zambrano | 2013 - 2014                   |
| Noguera Pietri                 | 2014 - 05/07/2018             |
| Pedro Rolando Maldonado Marín. | 07/2018 - 03/2023             |
| Hector Silva Hernandez         | 03/2023 Hasta la fecha actual |

El presidente encargado parcialmente reconocido, Juan Guaidó, designó como nuevo presidente de la Corporación Venezolana de Guayana a Enrique Manuel Cardelis Inciarte y toma activos internacionales de la CVG como parte del estatuto a la transición, destituyendo a aquel nombrado por Nicolás Maduro.

## Empresas tuteladas
La corporación está conformada por 14 empresas que explotan y se desarrollan en diferentes áreas, como lo son el sector minero, forestal, aluminio, servicios, entre otros. A continuación se presenta un cuadro con las industrias filiales y la matriz de la corporación, sus respectivos presidentes, resultados y patrimonios.

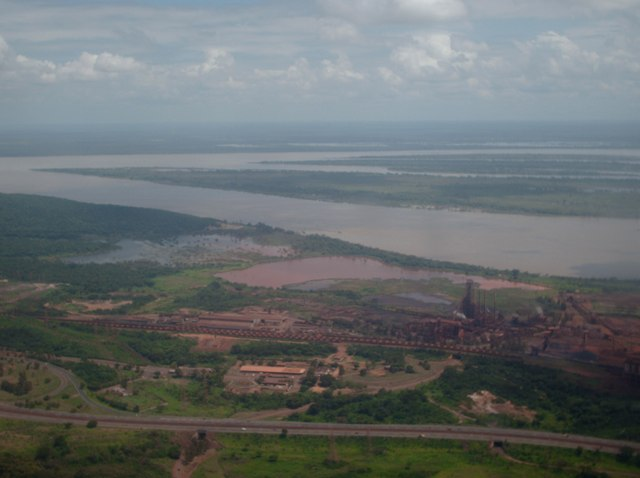
La Zona Industrial "Matanzas" alberga la mayoría de las sedes de empresas de la CVG

| Empresa                | Presidente | Resultado 2015 (Bs) | Patrimonio 2015 (Bs) |
| Alcasa                 | Ángel Marcano | -4.676.699.150      | -21.045.547.187      |
| Alucasa                | Gladys Romero | 1.829.326.132,64    | 1.518.622.376,31     |
| Alunasa                | Noel Rafael Martínez Rivero                                                                                           | -136.827.146        | 46.542.589           |
| Bauxilum               | Leslie Esther Turmero Astros                                                                                          | -2.158.776.068      | -9.063.474.790       |
| Briquetera del Caroní  | Antonio Rivas |                     |                      |
| Briquetera del Orinoco | Wilfredo Villarroel                                                                                                   |                     |                      |
| BriqVen                | Giovanni Tovar |                     |                      |
| Cabelum                | Carlos Azzari | -139.943.870        | -697.916.289         |
| Carbonorca             | Juan José Méndez | -1.474.565.992      | -2.799.241.494       |
| Comsigua               | Iván Nicolás Hernández Rojas                                                                                          | 2.389.157.637       | 4.323.005.276        |
| Conacal                | Olga Andreiev | 122.475.163         | 130.359.544          |
| CVG Fundeporte         | Franklin Franchi |                     |                      |
| CVG (Matriz)           | Pedro Rolando Maldonado Marín (detenido por la Policía Nacional Anticorrupción el 30 de marzo de 2023)                | -2.435.889.323      | -8.642.981.768       |
| CVG Internacional      | Ysmel Serrano (En nov 2017 paso a Pdvsa como Vicepresidente) Detenido en 2023 por la Policía Nacional anticorrupción. |                     |                      |
| CVG Minerven           | José Ávila Marcano | -1.950.271.763      | -4.208.966.441       |
| Ferrocasa              | Juan Antonio Ferro Fernández                                                                                          | -18.560.185         | -18.448.823          |
| Ferrominera            | Isaías Suárez Churio                                                                                                  | -2.481.084.704      | -4.609.772.385       |
| Refractarios           | Gustavo Imeri |                     |                      |
| Rialca                 | Alexi Martínez | 66.556.090          | -10.022.174          |
| Sidor                  | Néstor Astudillo (detenido por la Policía Nacional Anticorrupción el 30 de marzo de 2023)                             | -13.177.973.530     | -23.518.719.152      |
| Tecmin                 | [ 26 ] | -47.414.997         | -55.442.510          |
| Venalum                | [ 30 ] | -11.462.993.198     | -13.717.913.320      |
| Probasin               | |                     |                      |
| Naviorca               | |                     |                      |
| CVG Copal              | |                     |                      |
| Petro San Félix        | |                     |                      |